# 3. Jagddivision
Die 3. Jagddivision war ein Verband der Luftwaffe der Wehrmacht im Zweiten Weltkrieg, der in zwei organisatorisch völlig unabhängigen Formationen aufgestellt wurde.

## Geschichte
Die 3. Jagddivision wurde am 1. Mai 1942 in Metz unter dem XII. Fliegerkorps gebildet und am 15. September 1942 in die 4. Jagddivision umbenannt. Am selben Tag entstand die 3. Jagddivision aus der in Deelen stationierten 1. Jagddivision neu.  Diese führte Jagdfliegerverbände im westdeutschen und niederländischen Raum und war verantwortlich für die Aufklärung und Abwehr feindlicher Einflüge in diesem Raum.
Die Division unterstand dem XII. Fliegerkorps des Luftwaffenbefehlshabers Mitte, dem I. Jagdkorps und dem IX. (J) Fliegerkorps der Luftflotte Reich.
Während des Unternehmens Bodenplatte setzte die 3. Jagddivision die Jagdgeschwader 1, 3, 6, 26, 27 und 77, sowie Teile des Jagdgeschwaders 54 ein.

## Personen

### Divisionskommandeur
| Dienstgrad      | Name                    | Datum                                   |
| --------------- | ----------------------- | --------------------------------------- |
| Generalleutnant | Werner Junck            | 1. Mai 1942 bis 15. September 1943      |
| Generalleutnant | Kurt-Bertram von Döring | 15. September 1943 bis 9. November 1943 |
| Oberst          | Walter Grabmann         | 9. November 1943 bis 4. April 1945      |

### Erster Generalstabsoffizier
| Dienstgrad | Name                       | Datum                                 |
| ---------- | -------------------------- | ------------------------------------- |
| Major      | Erich Bode                 | 15. Mai 1943 bis 20. Oktober 1944     |
| Hauptmann  | Karl-Heinz Sandmann        | 15. Dezember 1944 bis 26. Januar 1945 |
| Hauptmann  | Hans-Curt Graf von Sponeck | 26. Januar 1945 bis 4. April 1945     |

## Unterstellung
| Unterstellung        | von            | bis            |
| -------------------- | -------------- | -------------- |
| XII. Fliegerkorps    | 1. Mai 1942    | September 1943 |
| I. Jagdkorps         | September 1943 | Januar 1945    |
| IX. (J) Fliegerkorps | Januar 1945    | 4. April 1945  |

## Unterstellte Verbände
| 31. Dezember 1942 | |
| --- | --- |
| 31. Dezember 1942 | Jagdfliegerführer Holland-Ruhrgebiet; Stab, I., II. und IV./Jagdgeschwader 1; Stab, I., II., III. und IV./Nachtjagdgeschwader 1 |
| 15. Februar 1944 | |
| Jagdabschnittsführer Mittelrhein; Stab, I., II. und III./Jagdgeschwader 1; I. und IV./Jagdgeschwader 3; I./Jagdgeschwader 7; Stab, I., II., IV. und 10./Nachtjagdgeschwader 1; Stab, II. und III./Nachtjagdgeschwader 2; Stab, I. und II./Jagdgeschwader 300                            | |
| 25. Mai 1944 | |
| Jagdabschnittsführer Mittelrhein; Stab, I., II. und III./Jagdgeschwader 1; I./Jagdgeschwader 7; Stab, I. und II./Jagdgeschwader 300; Erprobungskommando 400; Stab, I., II., III. und IV./Nachtjagdgeschwader 1; Stab und II./Nachtjagdgeschwader 2; Stab und III./Nachtjagdgeschwader 5 | |